# 12月29日
12月29日（じゅうにがつにじゅうくにち）は、グレゴリオ暦で年始から363日目（閏年では364日目）にあたり、年末まであと2日ある。

## できごと
- 1170年 - カンタベリー大司教トマス・ベケットがイングランド王ヘンリー2世の部下により暗殺。
- 1786年 - フランス革命: 最後の名士会が召集される。
- 1845年 - テキサス併合: テキサス共和国がアメリカ合衆国に併合され、28番目の州・テキサス州となる。
- 1860年 - イギリス海軍初の装甲艦「ウォーリア」が進水。
- 1885年 - 阪堺鉄道・難波 - 大和川（現在の南海本線）が開業。日本で2つ目の私設鉄道。
- 1890年 - ウンデット・ニーの虐殺。
- 1891年 - トーマス・エジソンがラジオの特許を取得。
- 1911年 - モンゴル（ボグド・ハーン政権）が清からの独立を宣言。
- 1920年 - フランス社会党が分裂。多数派がフランス共産党を結成しコミンテルンに加盟。
- 1924年 - 東京の青山脳病院で火災。患者20人が焼死[1]。
- 1928年 - 易幟。奉天派を率いていた張学良が、北洋政府の五色旗を国民政府の青天白日満地紅旗に替え、降伏の意を示す。蔣介石の北伐が終了し、中国国民党が中国を統一。
- 1929年 - 上越線の清水トンネルが貫通。
- 1934年 - 日本がワシントン海軍軍縮条約の破棄を通告。
- 1937年 - アイルランド自由国で新憲法が施行。アイルランド（エール）に改称し、英連邦王国から共和国に移行。
- 1947年 - 日本の出生届の人名を当用漢字に限定。
- 1948年 - 免田事件。熊本県人吉市で祈祷師夫婦が殺害される事件が発生[2]。
- 1949年 - コネチカット州ブリッジポートのテレビ中継局KC2XAK（英語版）で世界初のUHFによる定期のテレビ放送を開始。
- 1959年 - リスボンメトロが開業。
- 1959年 - 第34国会召集（1960年7月15日閉会）。
- 1967年 - 韓国で現代自動車設立。[3]
- 1968年 - 学生紛争により、東京大学と東京教育大学が翌年の入試中止を決定。
- 1972年 - イースタン航空401便墜落事故。史上初のワイドボディ旅客機の全損事故。
- 1978年 - スペインで1978年憲法が発効。
- 1984年 - シルヴィ・ギエムがパリ・オペラ座のエトワールに昇進。19歳でバレエ団のトップスターとなる。
- 1984年 - 岡山臨港鉄道が最終営業。翌12月30日全線廃止。
- 1989年 - 日経平均株価が算出開始以来の最高値を記録（ザラ場 38957.44円、終値38915.87円）。その後バブル経済は崩壊し、2024年までこの水準に回復することはなかった[4]。
- 1990年 - 東京・銀座のシャンソン喫茶の老舗「銀巴里」が閉店。
- 1992年 - ブラジル大統領フェルナンド・コロール・デ・メロが辞任。
- 1993年 - 生物の多様性に関する条約が発効。
- 1996年 - グアテマラ内戦: グアテマラ政府とグアテマラ国民革命連合（英語版）の間で和平合意が成立し、36年におよぶ内戦が終結。
- 1998年 - カンボジアのクメール・ルージュが1970年代の大量殺戮について謝罪。
- 1998年 - 和歌山地裁、毒物カレー事件などの殺人及び殺人未遂の罪で主婦の女を起訴。
- 2003年 - サーミ語アッカラ方言の最後の話者が死亡し、死語となる。
- 2003年 - 世界最速のリニアモーターカー、上海トランスラピッド開業。
- 2009年 - 中国が麻薬密輸罪でイギリス人の死刑執行。
- 2013年 - 元F1ドライバーのミハエル・シューマッハがスキー事故により負傷。
- 2024年 - チェジュ航空2216便事故。乗客乗員181人のうち179人が死亡。。

## 誕生日
- 1584年 （天正12年11月28日）- 鍋島忠茂、初代鹿島藩主 （+ 1624年）
- 1721年 - ポンパドール夫人、フランス国王ルイ15世の愛妾（+ 1764年）
- 1735年 - トーマス・バンクス、彫刻家（+ 1805年）
- 1736年（元文元年11月28日）- 木村蒹葭堂、文人、文人画家（+ 1802年）
- 1767年 （明和4年11月9日）- 大岡忠烈、第4代岩槻藩主 （+ 1845年）
- 1788年 - クリスチャン・トムセン、考古学者（+ 1865年）
- 1796年 - フェルディナント・フォン・ウランゲル、軍人、探検家（+ 1870年）
- 1800年 - チャールズ・グッドイヤー、発明家（+ 1860年）
- 1808年 - アンドリュー・ジョンソン、政治家、第17代アメリカ合衆国大統領（+ 1875年）
- 1809年 - グラッドストン、政治家、イギリス首相（+ 1898年）
- 1809年 - アルバート・パイク、弁護士（+ 1891年）
- 1813年 - カレル・サビナ、作家、ジャーナリスト（+ 1877年）
- 1836年 （天保7年11月22日）- 内藤政恒、第11代湯長谷藩主 （+ 1859年）
- 1866年 - ガス・ウェイイング、プロ野球選手（+ 1955年）
- 1868年（明治元年11月16日）- 北村透谷、文芸評論家、詩人（+ 1894年）
- 1876年 - パブロ・カザルス、チェリスト（+ 1973年）
- 1881年 - ジェス・ウィラード、プロボクサー（+ 1968年）
- 1887年 - 信時潔、作曲家、音楽学者、チェロ奏者（+ 1965年）
- 1890年 - イヴ・ナット、ピアニスト（+ 1956年）
- 1896年 - ダビッド・アルファロ・シケイロス、画家（+ 1974年）
- 1910年 - ロナルド・コース、経済学者（+ 2013年）
- 1924年 - 賀川浩、サッカー記者、スポーツライター（+ 2024年）
- 1932年 - 奥田碩、実業家、トヨタ自動車会長
- 1934年 - 小山峰男、政治家（+ 2019年）
- 1939年 - ジョン・ヴォイト、俳優
- 1943年 - 西田厚聰、実業家（+ 2017年）
- 1946年 - 橋本五郎、ジャーナリスト、読売新聞編集委員
- 1947年 - コージー・パウエル、ドラマー（+ 1998年）
- 1947年 - 松枝佳宏、政治家、新社会党委員長
- 1948年 - Mr.マリック、マジシャン ※実際の出生日。戸籍上の生年月日は1949年1月1日
- 1950年 - 見城徹、編集者、実業家、幻冬舎社長
- 1952年 - 浜田省吾、シンガーソングライター
- 1953年 - トーマス・バッハ、弁護士、国際オリンピック委員会会長
- 1954年 - 高円宮憲仁親王、皇族（+ 2002年）
- 1956年 - 桜金造、タレント（元ザ・ハンダース）
- 1956年 - クリスティーネ・エラート、フィギュアスケート選手
- 1957年 - 大田黒浩一、タレント
- 1957年 - ブルース・ボイトラー、免疫学者、遺伝学者
- 1957年 - ポール・ラドニック、劇作家、脚本家、小説家
- 1957年 - 小室みつ子、シンガーソングライター
- 1957年 - 坂西伊作、映像ディレクター（+ 2009年）
- 1957年 - オリヴァー・ヒルシュビーゲル、映画監督
- 1958年 - 早乙女愛、女優（+ 2010年）
- 1959年 - 岡崎律子、シンガーソングライター（+ 2004年）
- 1959年 - マイク・ブラウン、元プロ野球選手
- 1960年 - 岸本加世子、女優
- 1961年 - 越前屋俵太、タレント
- 1961年 - 庄司麻由里、フリーアナウンサー
- 1962年 - ウィントン・ルーファー、元サッカー選手、指導者
- 1962年 - 永久勲雄、俳優、声優
- 1963年 - ショーン・ペイトン、アメリカンフットボール選手、指導者
- 1963年 - ウルフ・クリスターソン、政治家、スウェーデン首相
- 1964年 - 鶴見辰吾、俳優
- 1964年 - 浅井健一、ミュージシャン（元BLANKEY JET CITY、AJICO、JUDE、元PONTIACS）
- 1964年 - ロッド・ニコルズ、プロ野球選手（+ 2025年）
- 1965年 - デクスター・ホーランド、ボーカリスト、ギタリスト（オフスプリング）
- 1966年 - ルイス・デロスサントス、元プロ野球選手
- 1966年 - 矢作公一、元プロ野球選手
- 1967年 - 坂崎千春、絵本作家
- 1967年 - リリー・ウォシャウスキー、映画監督（ウォシャウスキー姉妹）
- 1967年 - 藤本有紀、脚本家
- 1969年 - 加勢大周、元タレント
- 1969年 - 柴原浩、元プロ野球選手
- 1970年 - 蒼山日菜、切り絵作家
- 1971年 - ニクラス・アレクサンデション、サッカー選手
- 1971年 - 小澤征良、エッセイスト、女流作家
- 1972年 - ジュード・ロウ、俳優
- 1972年 - ジム・ブラウワー、元プロ野球選手
- 1973年 - トマス・ペレス、元プロ野球選手
- 1973年 - 佐藤ルミナ、元格闘家
- 1974年 - リッチー・セクソン、元プロ野球選手
- 1975年 - ジャレット・ライト、元プロ野球選手
- 1976年 - 今山佳奈、元アナウンサー
- 1976年 - フィリップ・クバ（Filip Kuba）、アイスホッケー選手
- 1976年 - 福川将和、元プロ野球選手
- 1977年 - Mina、タレント、歌手（MAX）
- 1977年 - キャサリン・メーニッヒ、女優
- 1977年 - あらゐけいいち、漫画家
- 1978年 - 青山倫子、女優、ファッションモデル
- 1978年 - あそどっぐ、お笑い芸人
- 1978年 - 石田光洋、総合格闘家
- 1978年 - キーロン・ダイアー、サッカー選手
- 1978年 - ラトーヤ・ロンドン（LaToya London）、歌手
- 1978年 - 急式裕美、アナウンサー、記者
- 1979年 - 押切もえ、ファッションモデル
- 1979年 - 森崎友紀、料理研究家、タレント
- 1979年 - 秋田まどか、声優
- 1979年 - ディエゴ・ルナ、俳優
- 1979年 - 広末奈緒、元AV女優
- 1981年 - 荒川静香、フィギュアスケート選手
- 1981年 - 零忍、元AV女優
- 1982年 - 木下典明、アメリカンフットボール選手
- 1982年 - 磯部寛之、ミュージシャン（［ALEXANDROS］）
- 1982年 - アリソン・ブリー、女優
- 1983年 - 鴨志田貴司、元プロ野球選手
- 1983年 - MISSY、ミュージシャン（元GOLLBETTY）
- 1984年 - みちお、お笑い芸人（トム・ブラウン）
- 1985年 - 佐伯奈々 、元AV女優
- 1985年 - 斉藤雪乃、タレント
- 1987年 - 関口雄飛、レーシングドライバー
- 1987年 - 西森将司、元プロ野球選手
- 1988年 - アグネシュ・サバイ、テニス選手
- 1989年 - 錦織圭、テニス選手
- 1990年 - イザベッラ・カヌーシオ、アイスダンス選手
- 1991年 - オデュベル・ヘレーラ、元プロ野球選手
- 1992年 - 鈴木勝大、俳優
- 1992年 - 伊藤大智郎、元プロ野球選手
- 1993年 - さいとう雅子、女優、元グラビアアイドル
- 1993年 - 長岡萌映子、バスケットボール選手
- 1994年 - 佳子内親王、皇族
- 1995年 - 生駒里奈、タレント、女優、元アイドル（元乃木坂46）
- 1995年 - だい、YouTuber（マナル隊）
- 1995年 - マイルズ・ギャレット、アメリカンフットボール選手
- 1996年 - 村田寛奈、アイドル、歌手（9nine）
- 1996年 - サナ、アイドル（TWICE）
- 1998年 - 和島あみ、歌手
- 1999年 - 牧瀬圭斗、陸上競技選手
- 1999年 - 戸北美月、気象予報士
- 2003年 - 早瀬ノエル、アイドル （FRUITS ZIPPER）
- 生年不詳 - 彩菜、歌手
- 生年不詳 - 水月とーこ、漫画家
- 生年不詳 - 珠木のぞみ、声優
- 生年不詳 - 平野隼人、声優
- 生年不詳 - 円井萌華、AV女優

## 忌日

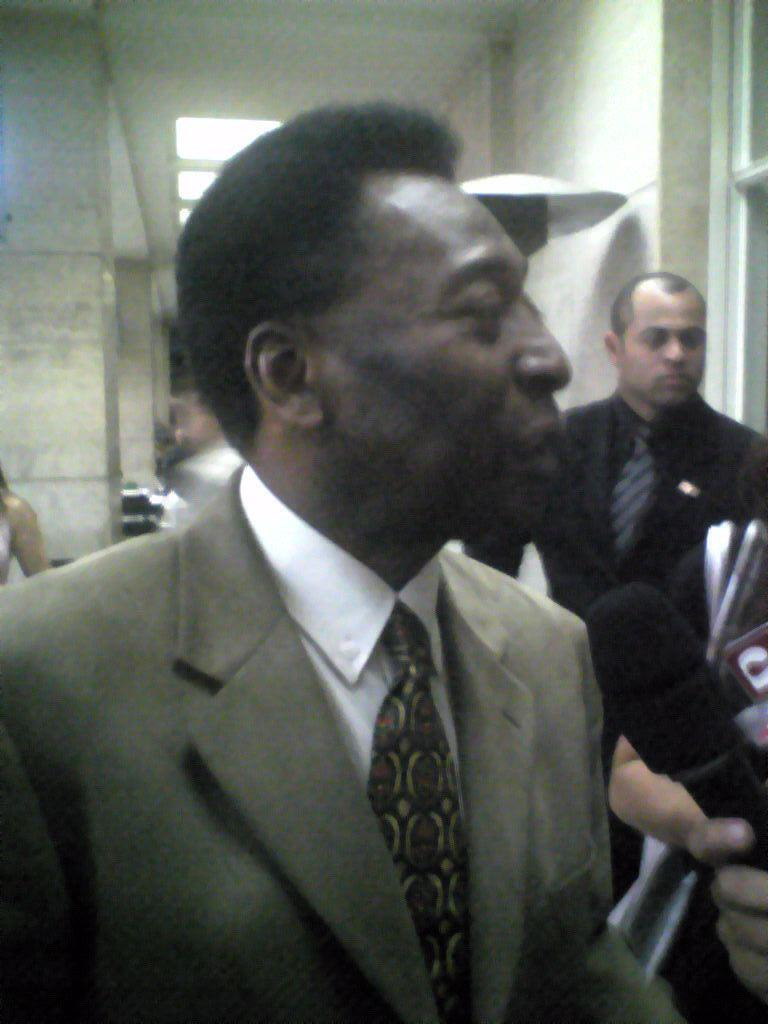
サッカー選手ペレ(1940-2022)没。世界最高のサッカー選手。

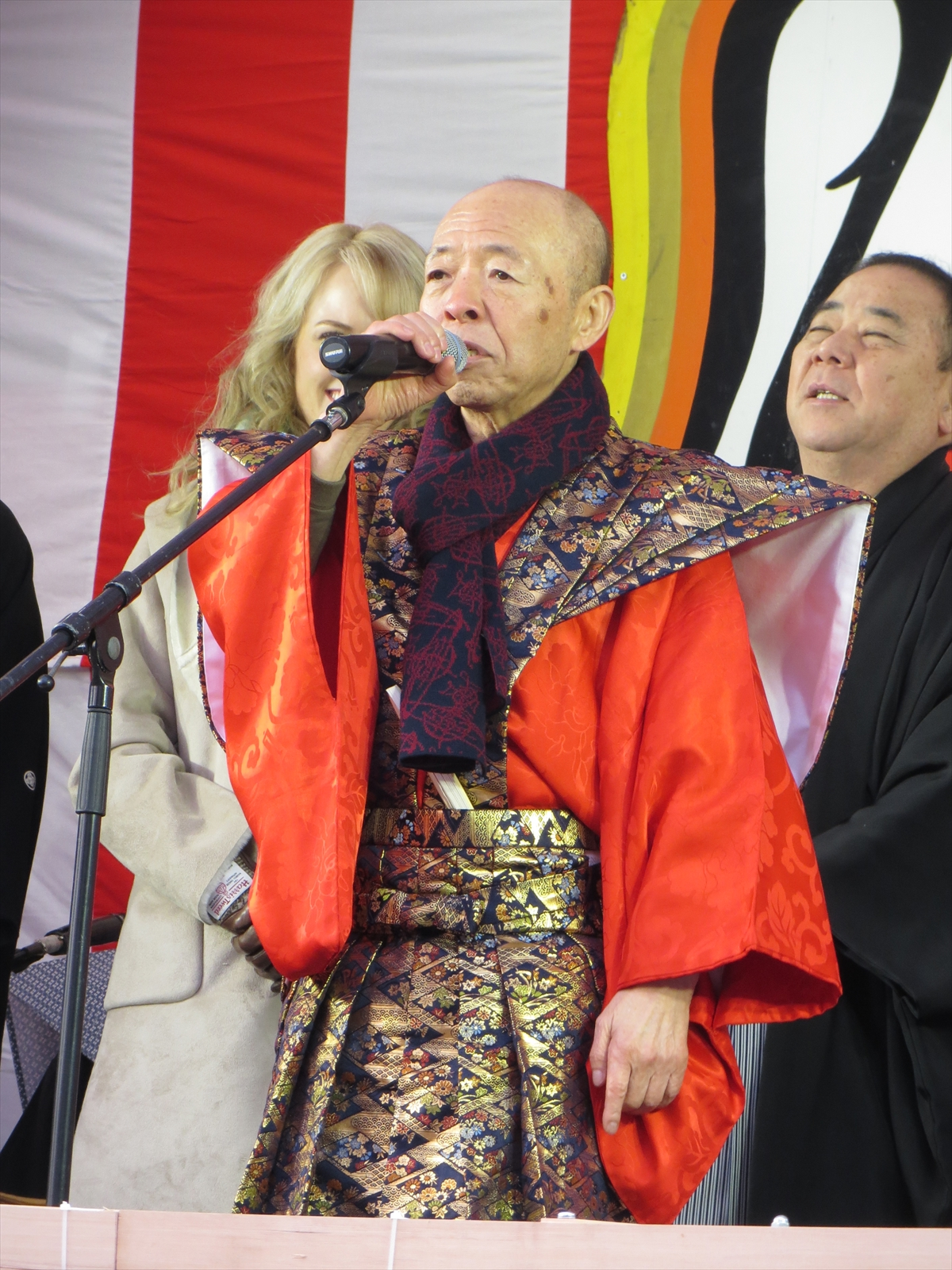
お笑い芸人坂田利夫(1941-2023)没。「アホの坂田」の愛称で親しまれた。

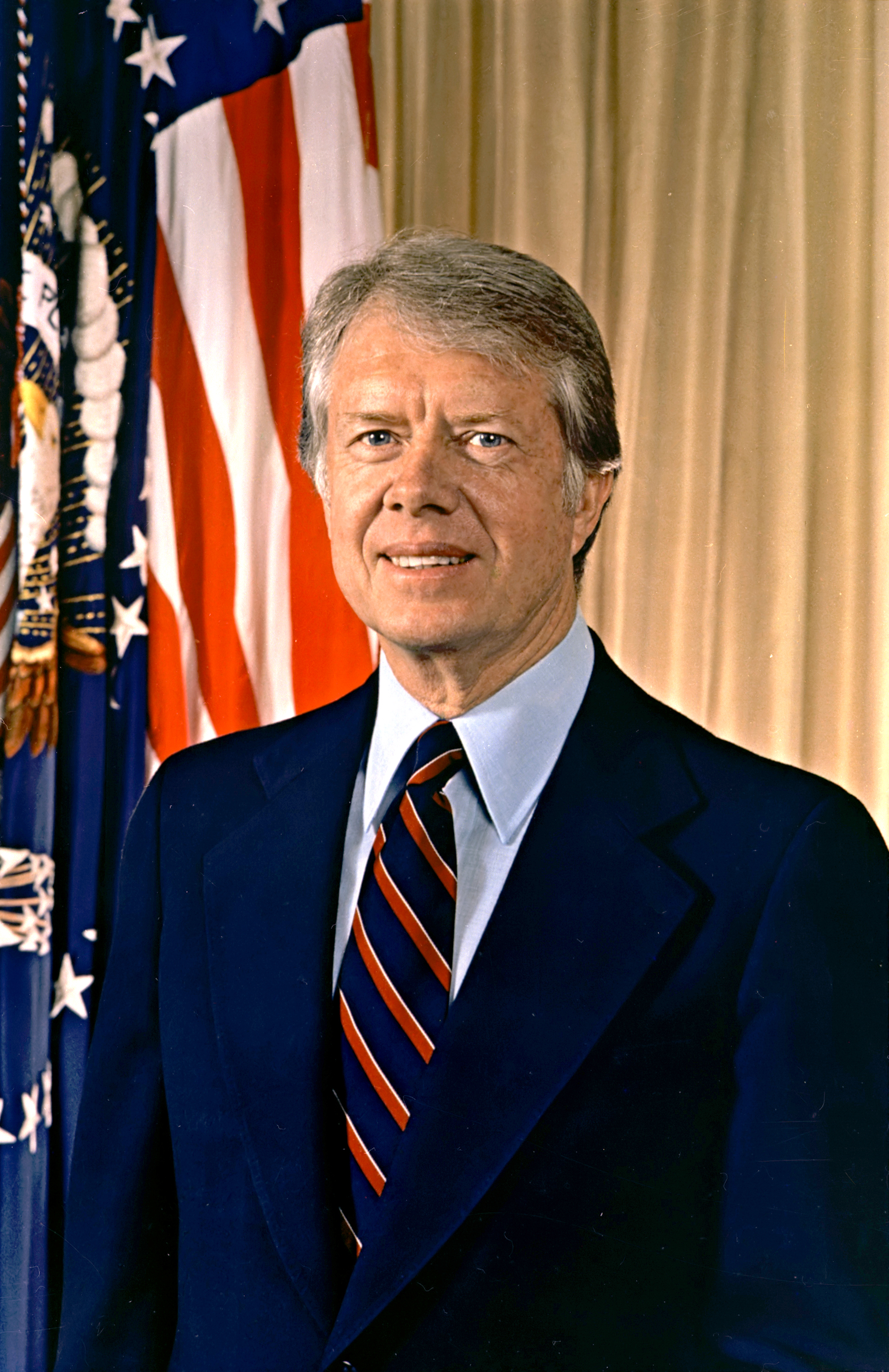
第39代アメリカ大統領ジミー・カーター(1924-2024)没。歴代アメリカ大統領として史上初めて100歳まで生きた。

- 721年（養老5年12月7日） - 元明天皇、第43代天皇（* 661年）
- 1107年（嘉承2年11月14日） - 藤原公実、平安時代の公卿、歌人（* 1053年）
- 1204年（元久元年11月30日） - 藤原俊成、歌人（* 1114年）
- 1217年（建保5年11月29日） - 行意、天台宗の僧（* 1177年?）
- 1342年（興国3年/康永元年12月1日） - 土岐頼遠、美濃国の守護大名
- 1373年（文中2年/応安6年11月16日） - 菊池武光、南北朝時代の武将（* 1319年?）
- 1535年（天文4年12月5日） - 松平清康、三河国の戦国大名（* 1511年）
- 1535年（天文4年12月5日）- 阿部正豊、戦国武将
- 1605年 - ジョン・デイヴィス、探検家（* 1550年頃）
- 1689年 - トマス・シデナム、医師（* 1624年）
- 1720年 - マリア・マルガレータ・キルヒ、天文学者（* 1670年）
- 1731年 - ブルック・テイラー、数学者（* 1685年）
- 1743年 - イアサント・リゴー、画家（* 1659年）
- 1755年 - ガブリエル＝シュザンヌ・ド・ヴィルヌーヴ、小説家（* 1685年）
- 1807年（文化4年12月1日） - 柴野栗山、儒学者（* 1736年）
- 1825年 - ジャック＝ルイ・ダヴィッド、画家（* 1748年）
- 1836年 - ヨハン・バプティスト・シェンク、作曲家（* 1753年）
- 1849年 - ディオニシオ・アグアド、ギタリスト・作曲家（* 1784年）
- 1891年 - レオポルト・クロネッカー、数学者（* 1823年）
- 1894年 - クリスティーナ・ロセッティ、詩人（* 1830年）
- 1900年 - ジョヴァンニ・バッティスタ・カスタニェート、画家（* 1851年）
- 1905年 - マルティン・ヴィーベリ、発明家（* 1826年）
- 1910年 - レジナルド・ドハティー、テニス選手（* 1872年）
- 1919年 - ウイリアム・オスラー、医学者（* 1849年）
- 1921年 - 林有造、政治家、逓信大臣、農商務大臣（* 1842年）
- 1923年 - 河野広中、政治家、第10代衆議院議長（* 1849年）
- 1924年 - カール・シュピッテラー、詩人（* 1845年）
- 1925年 - フェリックス・ヴァロットン、画家（* 1865年）
- 1926年 - ライナー・マリア・リルケ、詩人（* 1875年）
- 1928年 - エイリッフ・ペーテシェン、画家（* 1852年）
- 1929年 - ヴィルヘルム・マイバッハ、自動車技術者（* 1845年）
- 1941年 - 吉田増蔵、漢学者（* 1866年）
- 1941年 - 南方熊楠、博物学者、民俗学者（* 1867年）
- 1941年 - 岡野貞一、作曲家、教育者、オルガニスト（* 1878年）
- 1944年 - 末次信正、日本海軍の大将（* 1880年）
- 1958年 - 石井柏亭、画家（* 1882年）
- 1960年 - イーデン・フィルポッツ、小説家（* 1862年）
- 1964年 - 三木露風、詩人（* 1889年）
- 1964年 - 広沢虎造 (2代目)、浪曲師（* 1899年）
- 1965年 - 山田耕筰、作曲家（* 1886年）
- 1965年 - 米川正夫、ロシア文学者（* 1891年）
- 1969年 - 大谷竹次郎、実業家、松竹共同創業者（* 1877年）
- 1976年 - イボ・バンダム、陸上競技選手（* 1954年）
- 1977年 - 柴田衛、鉄道・機械技術者（* 1900年）
- 1977年 - 内田常雄、政治家（* 1907年）
- 1979年 - 具志堅宗精、警察官（* 1896年）
- 1979年 - 寿々木米若、浪曲師（* 1899年）
- 1980年 - ナジェージダ・マンデリシュターム、作家（* 1899年）
- 1982年 - ロイ・ジェームス、俳優（* 1929年）
- 1984年 - 伊藤祐茲（16代目伊藤次郎左衛門）、実業家、元松坂屋社長（* 1902年）
- 1986年 - ハロルド・マクミラン、イギリス首相（* 1894年）
- 1986年 - 野崎源三郎、政治家、元埼玉県鴻巣市長（* 1907年）
- 1986年 - アンドレイ・タルコフスキー、映画監督（* 1932年）
- 1987年 - 石川淳、小説家（* 1899年）
- 1989年 - 小夜福子、女優（* 1909年）
- 1990年 - 海老名敏明、病理学者、東北帝国大学名誉教授（* 1899年）
- 1995年 - リタ・グレイ、女優（* 1908年）
- 1996年 - セメレーニ・オスヴァルド、言語学者（* 1913年）
- 1998年 - ロベール・ギラン、ジャーナリスト（* 1908年）
- 1998年 - 永田亀昭、政治家、元山形県上山市長（* 1922年）
- 2001年 - 朝比奈隆、指揮者（* 1908年）
- 2001年 - 波部忠重、貝類学者（* 1916年）
- 2002年 - メイ・ハリントン、スーパーセンテナリアン（* 1889年）
- 2002年 - 金城興福、大相撲力士（* 1953年）
- 2004年 - ジュリアス・アクセルロッド、生化学者（* 1912年）
- 2005年 - 森下二次也、経済学者、大阪市立大学名誉教授（* 1913年）
- 2006年 - 諸井虔、実業家、元秩父セメント社長（* 1928年）
- 2006年 - 小山勉、政治学者、九州大学名誉教授（* 1936年）
- 2007年 - 植村秀、メイクアップアーティスト（* 1928年）
- 2007年 - 田中健二郎、オートバイロードレース・オートレース選手（* 1934年）
- 2007年 - フィル・オドネル、サッカー選手（* 1972年）
- 2008年 - テット・ラピドス (Ted Lapidus）、オートクチュールデザイナー（* 1929年）
- 2008年 - 見沢俊明、元札幌学院大学学長、元同大法学部長（* 1930年）
- 2008年 - 川尻一寛、陶芸家（* 1930年）
- 2008年 - フレディ・ハバード、ジャズトランペッター（* 1938年）
- 2009年 - 今泉亀撤、眼科医、岩手医科大学名誉教授（* 1907年）
- 2009年 - ジミー竹内、ジャズドラマー（* 1930年）
- 2009年 - ポール・サプスフォード、ラグビー選手（* 1949年）
- 2009年 - スティーブ・ウィリアムス、プロレスラー（* 1960年）
- 2012年 - 榎木兵衛、俳優（* 1928年）
- 2012年 - パウロ・ローシャ、映画監督（* 1935年）
- 2012年 - 阿部征司、テレビプロデューサー、映画プロデューサー（* 1937年）
- 2014年 - 安藤信和、アメリカンフットボール指導者、審判員、磐城平藩藩主安藤家第16代当主（* 1920年）
- 2015年 - 三橋修、社会学者、和光大学名誉教授（* 1936年）
- 2015年 - 金養建、政治家（* 1942年）
- 2015年 - 戸田蔵人、オートバイレーサー（* 1980年）
- 2016年 - フェルディナント・キュプラー、自転車競技選手（* 1919年）
- 2016年 - 茂串俊、官僚、第54代内閣法制局長官（* 1920年）
- 2016年 - 篠塚昭次、法学者、早稲田大学名誉教授（* 1928年）
- 2016年 - 根津甚八、俳優、演出家、脚本家、歌手（* 1947年）
- 2016年 - オルガ・ウリアノヴァ、歴史学者（* 1963年）
- 2017年 - 飛田武幸、数学者、名古屋大学名誉教授、名城大学名誉教授（* 1927年）
- 2017年 - 本禄哲英、政治家、元広島県北広島市長（* 1930年）
- 2018年 - 宮川ひろ、児童文学作家（* 1923年）
- 2018年 - ロゼンダ・モンテロス、女優（* 1935年）
- 2018年 - ジュディス・リッチ・ハリス、心理学者（* 1938年）
- 2018年 - ブライアン・ガーフィールド、小説家（* 1939年）
- 2018年 - リンゴ・ラム、映画監督（* 1955年）
- 2019年 - アラスター・グレイ、小説家、画家、詩人、劇作家（* 1934年）
- 2019年 - マンフレート・シュトルペ、政治家、元ブランデンブルク州首相（* 1936年）
- 2019年 - ニール・イネス、ミュージシャン、コメディアン（* 1944年）
- 2020年 - ピエール・カルダン、ファッションデザイナー（* 1922年）
- 2020年 - 光岡知足、農学博士、微生物学者（* 1930年）
- 2020年 - クロード・ボリング、ジャズピアニスト、作曲家（* 1930年）
- 2020年 - 野田宣雄、政治学者、歴史学者（* 1933年）
- 2020年 - ジョン・ポールJr.、レーシングドライバー（* 1960年）
- 2020年 - アレキシ・ライホ、ヘヴィメタルミュージシャン（* 1979年）
- 2020年 - ルーク・レトロー、政治家（* 1979年）
- 2021年 - 瀬川昌久、音楽評論家（* 1924年）
- 2021年 - ロイド・ヴァン・ダム、キックボクサー（* 1972年）
- 2022年 - 澁谷道、医師、俳人（* 1926年）
- 2022年 - 狄剛、カトリック台北教区の名誉大司教（* 1928年）
- 2022年 - マクシミリアン・アンドレアス・フォン・バーデン、貴族、バーデン家当主（* 1933年）
- 2022年 - エドゥアルド・アルテミエフ、作曲家（* 1937年）
- 2022年 - ルッジェロ・デオダート、映画監督（* 1939年）
- 2022年 - ペレ、サッカー選手（* 1940年）
- 2022年 - ヴィヴィアン・ウエストウッド、ファッションデザイナー（* 1941年）
- 2023年 - マイケル・ハーディ・ボーイズ、法律家、弁護士、政治家、第17代ニュージーランド総督（* 1931年）
- 2023年 - ヘルマン・バウマン、ホルン奏者（* 1934年）
- 2023年 - レス・マッキャン、ジャズ・ピアニスト、歌手（* 1935年）
- 2023年 - 坂田利夫、お笑い芸人（* 1941年）
- 2023年 - キラー・カーン、プロレスラー（* 1947年）
- 2023年 - ジル・ド・フェラン、レーシングドライバー、モータースポーツコンサルタント（* 1967年）
- 2023年 - 滝元吏紗、ファッションモデル、女優（* 1988年）
- 2024年 - 糸岡富子、日本の長寿者（* 1908年）
- 2024年 - ジミー・カーター、政治家、第39代アメリカ大統領（* 1924年）

## 記念日・年中行事
- 国際生物多様性の日（1994年 - 1999年）
1994年の生物の多様性に関する条約締約国会議で制定された国際デーの一つ。1993年のこの日に生物の多様性に関する条約が発効したことを記念。2000年から、同条約が採択された日である5月22日に変更された。
- 清水トンネル貫通記念日（ 日本）
1929年12月29日に上越線の清水トンネルが貫通したことに由来。
- シャンソンの日（ 日本）
銀座のシャンソン喫茶の老舗「銀巴里」が1990年12月29日に閉店したことに由来。
- 東京大賞典開催日（ 日本）
中央競馬の終了後、日本国内最後のGI・JpnI競走。2007年に売得金が25億20万7900円を記録し、1レースの売上としては地方競馬史上最高となった。当日の入場者数も39,000人を記録した。2011年からは地方競馬初の国際GIレースとなる。
- 官公庁の年末年始休暇期間(翌年1月3日まで)

## その他予定
- 2865年 - 海王星において水星の太陽面通過と金星の太陽面通過が同時に起こる。太陽系で次回起こる惑星の同時太陽面通過。前回は1586年4月27日に土星において発生した。